# Captain Midnight (seriado)
Captain Midnight (no Brasil O Capitão Meia-Noite) é um seriado estadunidense de 1942, dirigido por James W. Horne. No gênero aventura, estrelaod por Dave O'Brien e Dorothy Short, foi o 17º entre os 57 seriados realizados pela Columbia Pictures, e teve como base o seriado homônimo de rádio, que foi transmitido entre 1938 e 1949.

## Sinopse
Captain Midnight foi um dos muitos seriados de aviação realizados em época de guerra, cujos protagonistas derivavam de revistas e programas de sucesso do rádio. Nesse seriado, Capitão Albright (Dave O’Brien) é um habilidoso aviador conhecido como Capitão Meia-Noite, cuja missão é neutralizar o sinistro Ivan Shark (James Craven), um cientista vilão inimigo que quer bombardear as principais cidades do país. O herói liderava o "Esquadrão Secreto", que incluia especialistas tais como Chuck Ramsay e Ichabod 'Icky' Mudd (mecânico do esquadrão), e trajava um uniforme de couro com uma insígnia no peito, mostrando um relógio alado com os ponteiros indicando meia-noite. Shark desenvolvera uma organização mercenária altamente eficiente, ajudado por sua filha Fury (inteligente e a segunda no comando), Gardo (fiel escudeiro) e Fang (um forte aliado oriental).
Infelizmente, Shark descobre uma nova invenção do altruísta cientista John Edwards, que tem uma linda filha, Joyce (Dorothy Short), ameaçada de morte por quinze episódios emocionantes, sendo resgatada por sua própria ingenuidade ou pela habilidade do Capitão Meia-Noite no último instante.

## Elenco
| Dave O'Brien    | Capitão Albright / Capitão Meia-Noite |
| Dorothy Short   | Joyce Edwards                         |
| James Craven    | Ivan Shark                            |
| Bryant Washburn | John Edwards                          |
| Sam Edwards     | Chuck Ramsey                          |
| Guy Wilkerson   | Ichabod 'Icky' Mudd                   |
| Luana Walters   | Fury Shark                            |
| Joe Girard      | Major Steel                           |
| Ray Teal        | Borgman, henchman                     |
| George Pembroke | Dr. James Jordan                      |
| Chuck Hamilton  | Martel, capanga                       |
| Al Ferguson     | Gardo, capanga                        |
| Franklyn Farnum | G-Man Allen                           |
| George Magrill  | Red, capanga                          |
| Edward Peil Sr. | Fang                                  |
| Jack Perrin     | Policial                              |
| Lee Shumway     | G-Man Burns                           |
| Slim Whitaker   | Policial do carro 27                  |

## Capítulos
1. Mysterious Pilot
2. The Stolen Range Finder
3. The Captured Plane
4. Mistaken Identity
5. Ambushed Ambulance
6. Weird Waters
7. Menacing Fates
8. Shells of Evil
9. The Drop to Doom
10. The Hidden Bomb
11. Sky Terror
12. Burning Bomber
13. Death in the Cockpit
14. Scourge of Revenge
15. The Fatal Hour

Fonte:

## Locações
- Darmour Studio - 5823 Santa Monica Blvd., Hollywood, Los Angeles, Califórnia, EUA.